# Staatsarchiv des Kantons Zug
Das Staatsarchiv des Kantons Zug (früher: Kantonsarchiv Zug) in Zug ist das zentrale Archiv des Kantons Zug.

## Aufgabe
Das 2004 verabschiedete Archivgesetz definiert das Staatsarchiv als Kompetenzzentrum für das kantonale und gemeindliche Archivwesen. Darüber hinaus hat es die Aufgabe, die historische Forschung im Bereich der Landes-, Orts- sowie Personengeschichte zu fördern. Als Zentralarchiv für die Organe des Kantons übernimmt es die Unterlagen derselben, bewahrt sie dauernd auf und macht sie als Archivgut für die Öffentlichkeit benutzbar. Damit trägt das Archiv zur Rechtssicherheit bei und ermöglicht die langfristige Nachvollziehbarkeit staatlichen Handelns. Daneben setzt es sich auch für die Sicherung von archivwürdigen Unterlagen Dritter ein, wenn sie von kantonaler Bedeutung sind. Die im Staatsarchiv verwahrten Unterlagen stehen allen Interessierten im Rahmen der geltenden Schutzfristen zur Benutzung offen.

## Geschichte

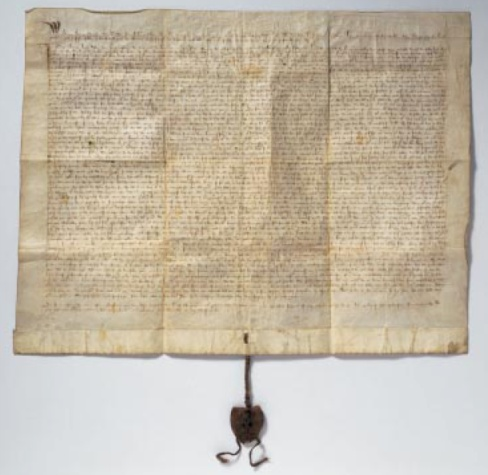
Abschrift des Bündnisvertrages von 1352 zwischen Zug und der Alten Schweizerischen Eidgenossenschaft, im Staatsarchiv

Da die Stadt Zug 1799–1802 Hauptort des Kantons Waldstätten war, befand sich hier auch das sogenannte Waldstätterarchiv, welches die behördliche Tätigkeit auf der kantonalen Ebene dokumentierte und somit die ganze Innerschweiz betraf. Am Ende der Helvetik blieb es wahrscheinlich grösstenteils in Zug liegen. Diese historischen Papiere wurden an verschiedenen Orten gelagert, bevor sie, ergänzt um jüngere kantonale Archivalien, 1872 ins neu errichtete Regierungsratsgebäude verbracht wurden. 1979 wurde mit Peter Hoppe erstmals ein vollamtlicher Staatsarchivar gewählt. Die Professionalisierung des Staatsarchivs markiert eine Zäsur in der Organisation seiner Bestände. Wurden bis zu diesem Zeitpunkt die Unterlagen gemäss einem Gesamtregistraturplan bzw. nach Pertinenz geordnet, werden jüngere Ablieferungen gemäss Provenienzprinzip archiviert.
Im Jahr 1991 zog das Archiv vom Regierungsgebäude und von mehreren Aussenmagazinen einen Neubau um. Der Bereich der nichtamtlichen Bestände erhielte 2007 einen bedeutenden Zuwachs, nachdem der Zuger Stadtrat beschlossen hatte, die bisher in der Stadt- und Kantonsbibliothek verwahrten Handschriften und Nachlässe dem Staatsarchiv zu übergeben.
In den 2010er Jahren wurde die Digitalisierung besonders wertvoller Archivbestände und die Einführung einer digitalen Langzeitarchivierung realisiert.
Im Rahmen des Schweizer Archivtags wird das Archiv regelmässig der Öffentlichkeit präsentiert.
Leiter des Staatsarchivs Zug ist Ernst Guggisberg.